# Oppiella nova
Oppiella nova – gatunek mechowca z rodziny Oppidae. Długość ciała 220–320 μm. Prawdopodobnie najliczniejszy i najszerzej rozprzestrzeniony lądowy stawonóg na świecie.